# Kendalrejo (Talun)
Kendalrejo is een bestuurslaag in het regentschap Blitar van de provincie Oost-Java, Indonesië. Kendalrejo telt 9356 inwoners (volkstelling 2010).